# G-Man (Computerspiel)
G-Man ist ein Jump-’n’-Run-Computerspiel der Firma Codemasters. Es erschien 1986 für die Commodore-264-Reihe (C16/Plus4/C116). Später gab es als Super G-Man auch eine modifizierte Version für den Commodore C64 und den ZX Spectrum.

## Spielprinzip
G-Man ist die Abkürzung für „Gravity-Man“. In dem Computerspiel geht es darum, den G-Man sicher zu einer Raumstation zu fliegen. Die Raumstation ist in der Version des Spiels für den Commodore C16/Plus4/C116 nicht sichtbar. Ziel des Spiels ist es, die Distanz von 4000 Einheiten zu überwinden. Der G-Man muss dafür immer wieder Kraftstoff einsammeln und auf Meteore und den Untergrund achten, denn wenn er mit ihnen kollidiert, verliert er eines seiner insgesamt drei Leben pro Spiel. Der Spieler steuert den G-Man per Joystick oder Tastatur.

## Hintergrundinformationen
Das Spiel wurde von Mike Clark und Richard Darling entwickelt. Die Musik des Spiels stammt von David Whittaker.

## Kritiken
Die folgenden Kritiken sind auf das Spiel Super G-Man zurückzuführen und nicht auf die Version der Commodore 264 Reihe.

- Das ehemalige Computerspielemagazin Zzap!64 vergab dem Spiel in der C-64 Version nur eine Wertung von 23 %.[4]
- Das Spielemagazin Crash gab dem Spiel in der ZX-Spectrum Version eine Wertung von 43 %.[5]
- Die Webseite GameSpot vergab dem Spiel eine User-Wertung von 7,8.[6]
- Eine Kritiken sprach davon, dass Super G-Man wie ein schiefgelaufenes Computerstudienprojekt aussähe.[7]